# Trent Opaloch
 (octobre 2018).
Trent Opaloch (né le 31 décembre 1969) est un cadreur canadien.
Opaloch a commencé sa carrière comme cadreur avec des vidéoclips. Par la suite, il a travaillé comme cadreur dans le secteur de la publicité. L'année 2009 a été suivie d'une série de courts métrages avec District 9, son premier long métrage. Il a de nouveau collaboré avec le réalisateur Neill Blomkamp sur Elysium (2013) et Chappie (2015).
Pour son travail sur District 9, Opaloch a été nommé pour le British Academy Film Awards 2010 et pour le prix de la société Film Critics Society dans la catégorie Meilleure photographie.

## Filmographie
- 2006: Yellow (Court-métrage)
- 2009: District 9
- 2013: Elysium
- 2014: Captain America: The Winter Soldier
- 2015: Chappie
- 2016: Captain America: Civil War
- 2018: Avengers: Infinity War
- 2019: Avengers: Endgame